# Pont de Chéngyáng
Le pont de Chéngyáng (chinois simplifié : 程阳桥 ; chinois traditionnel : 程陽橋 ; pinyin : chéngyáng qiáo) appelé le pont Yongji de Chengyang (程阳永济桥 / 程陽永濟橋, chéngyáng fēngyǔ qiáo) ou encore pont du vent et de la pluie de Chéngyáng (程阳风雨桥 / 程陽風雨橋, chéngyáng fēngyǔ qiáo, le nom pont du vent et de la pluie étant donné à de nombreux ponts des Dongs), est un monument réputé du Xian de Sanjiang dans la région autonome zhuang du Guǎngxī en République populaire de Chine.
Il est inscrit depuis 1982 sur la 2e liste des sites historiques et culturels majeurs protégés au niveau national, sous le numéro 2-104.

## Description
Le pont est situé dans une région peuplée par l'ethnie Dong, dont chaque village possède son propre ‘’pont du vent et de la pluie‘’ (chinois : 风雨桥 ; pinyin : fēng yǔ qiáo). Il s'agit de monuments peints et surmontés de tourelles en forme de pagode. Leur fonction est avant tout de célébrer l'esprit supposé y habiter et accessoirement de franchir une rivière.
Le pont de Chéngyáng est parfois dénommé pont de Yongji (永济桥 / 永濟橋, yǒngjì qiáo) ou pont de Panlong (盘龙桥 / 盤龍橋, pánlóng qiáo).
Il traverse la rivière Linxi dans le village de Ma'an. Construit en bois sur cinq piles de pierre, il a été achevé en 1916. Chaque pile est surmontée d'une tour à l'apparence de pagode.

## Galerie

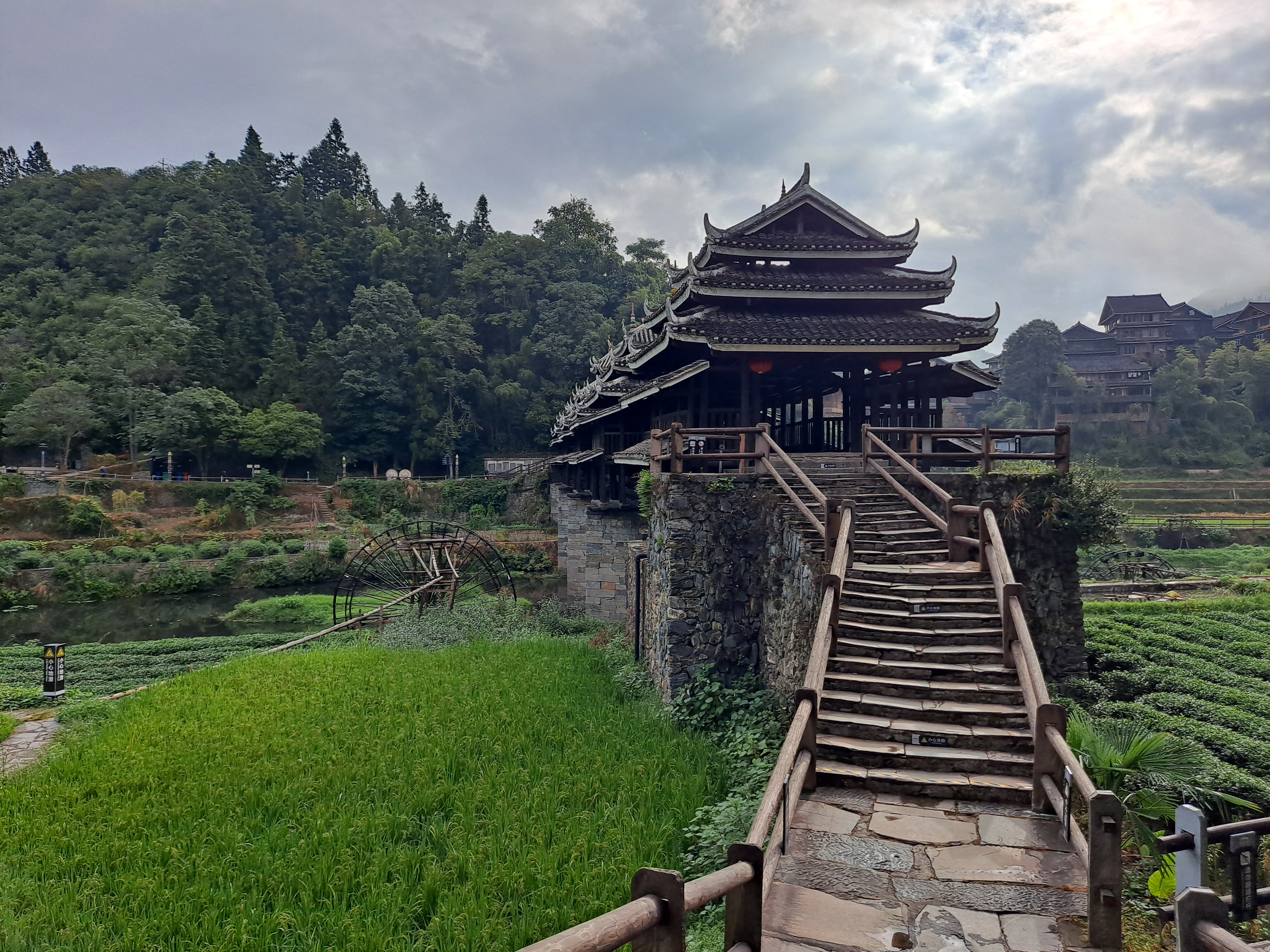
vue du pont depuis une extrémité
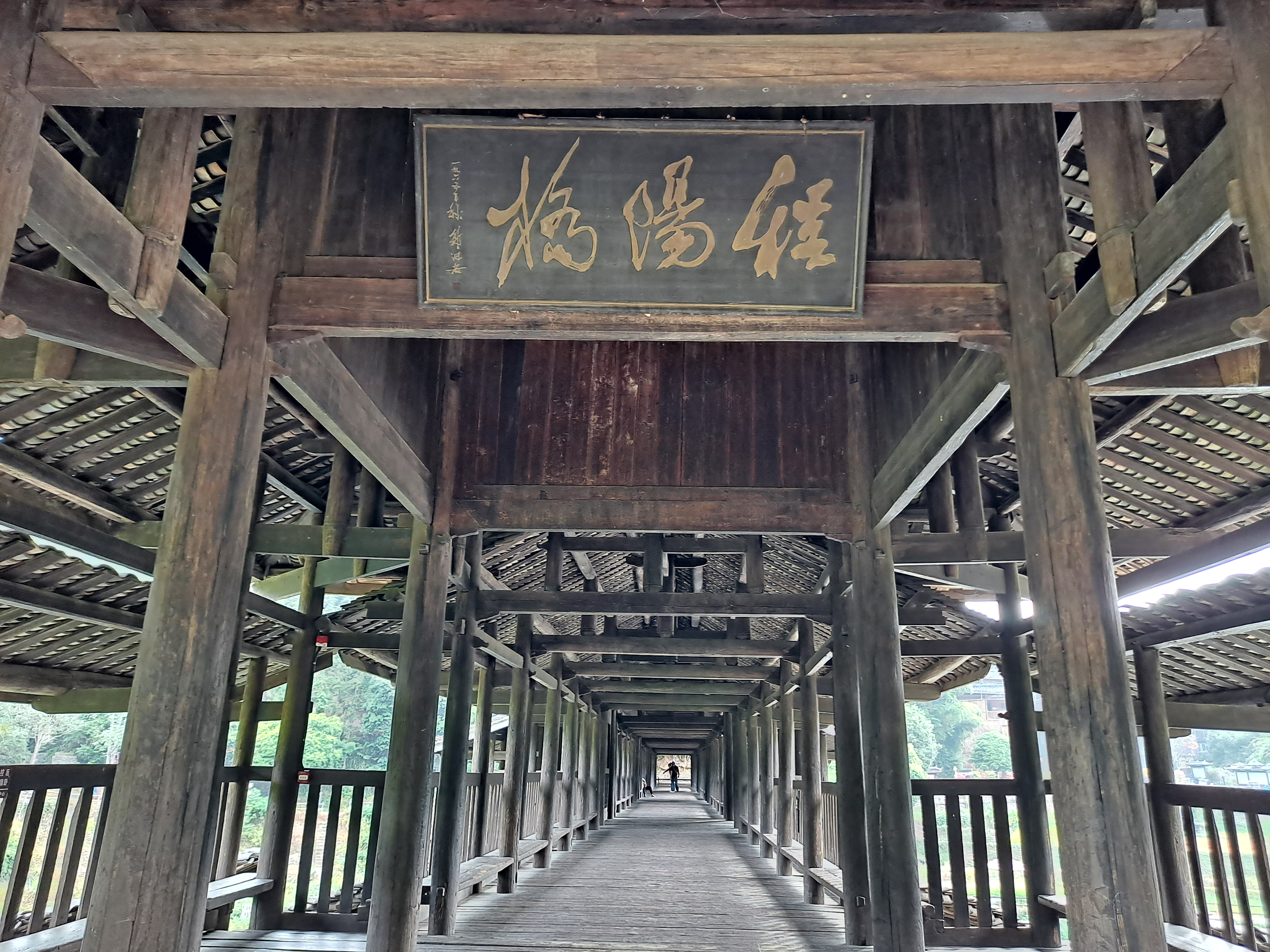
Entrée du corridor avec son écriteau « Pont Chenyang »
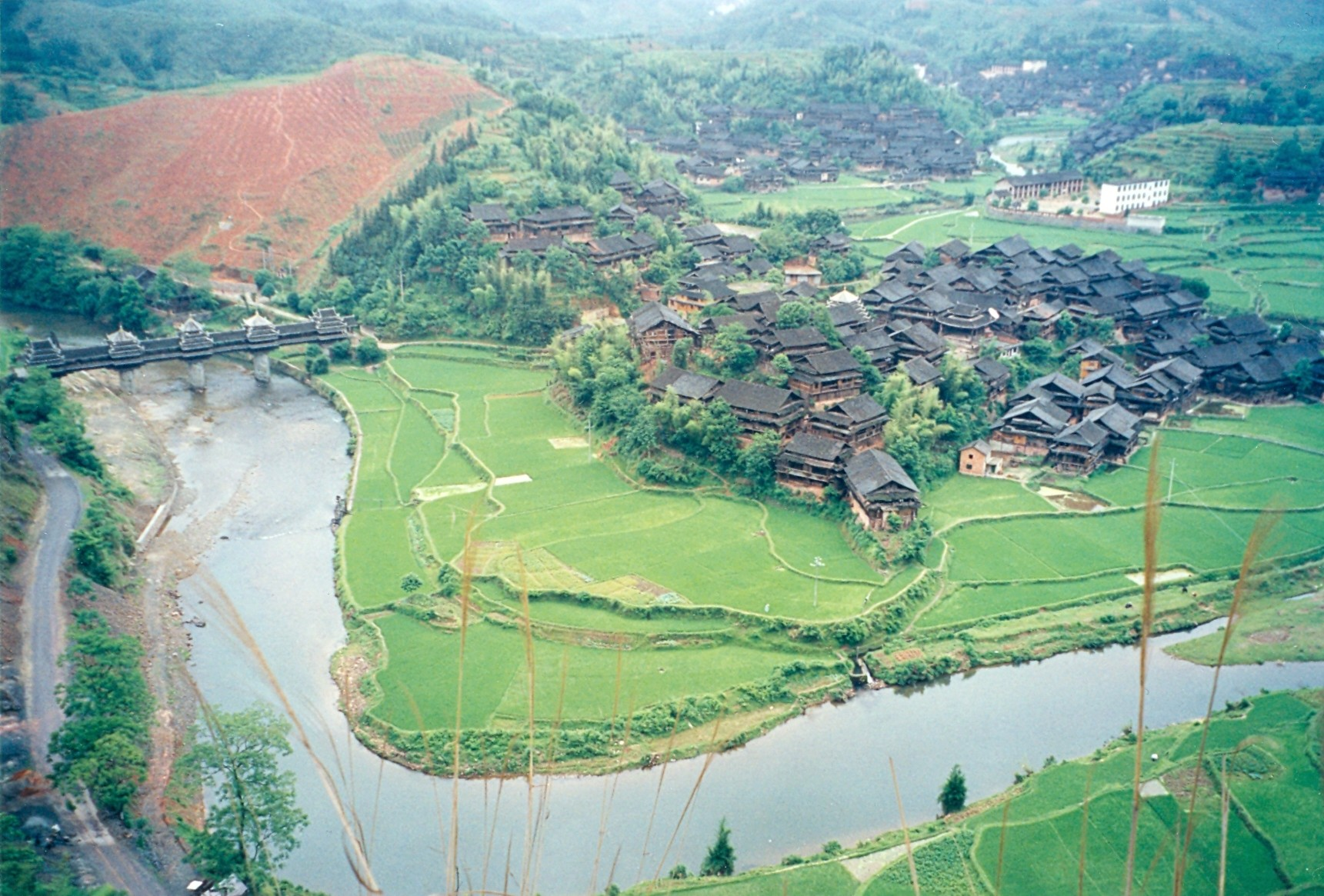
Vue du pont est des huit villages Chengyang depuis les hauteurs avoisinantes
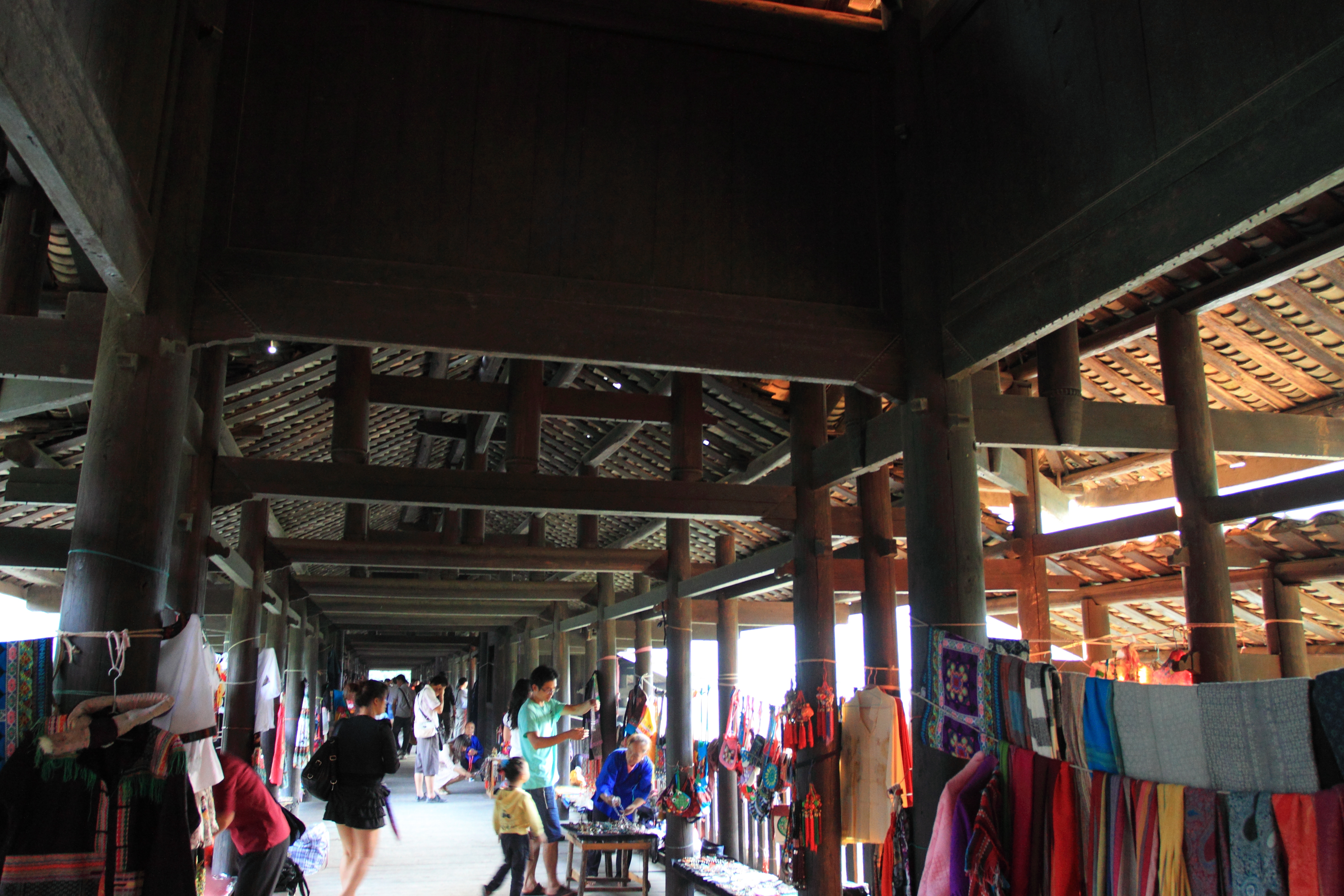
Marchands dans le pont
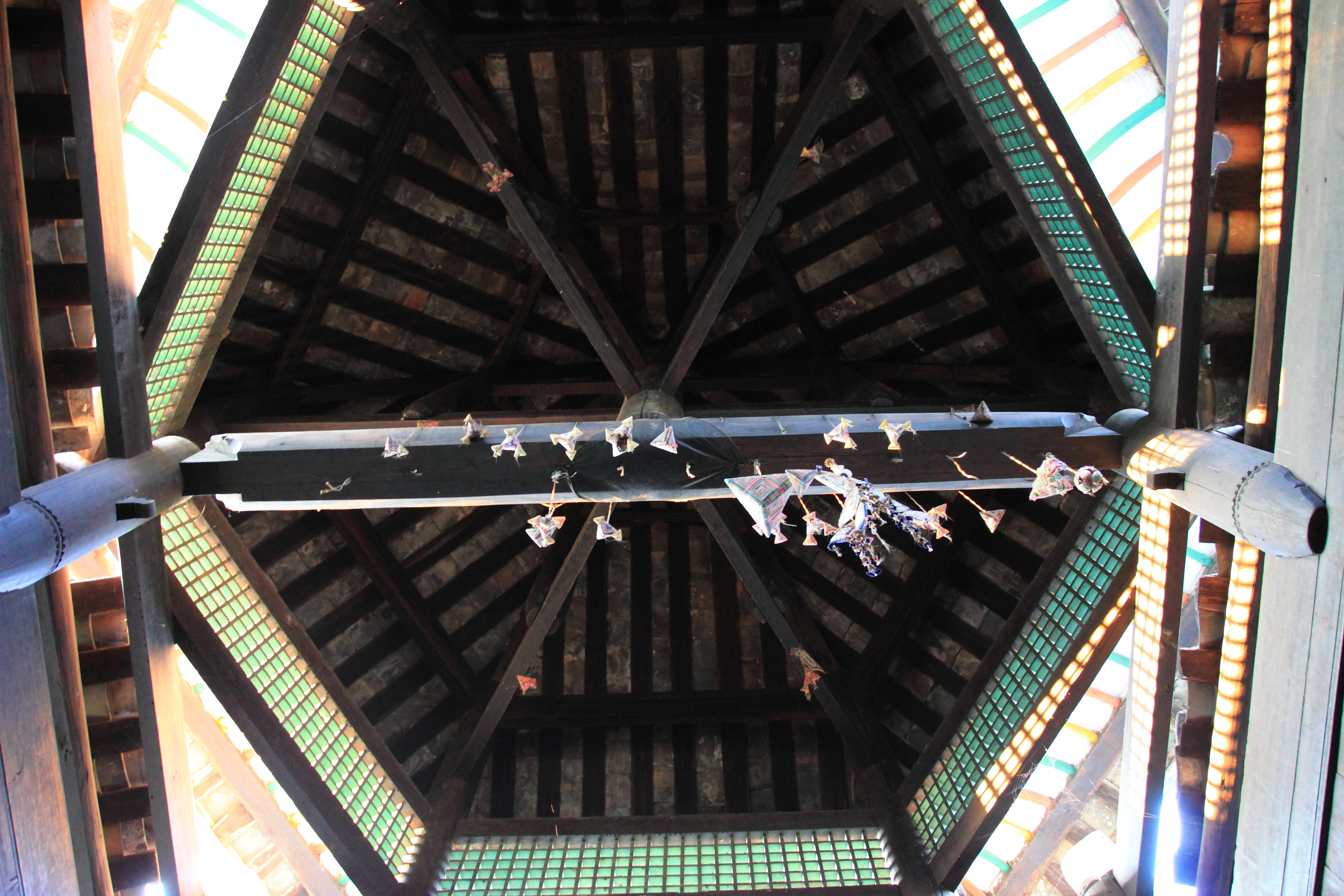
Structure intérieure d'une des tours
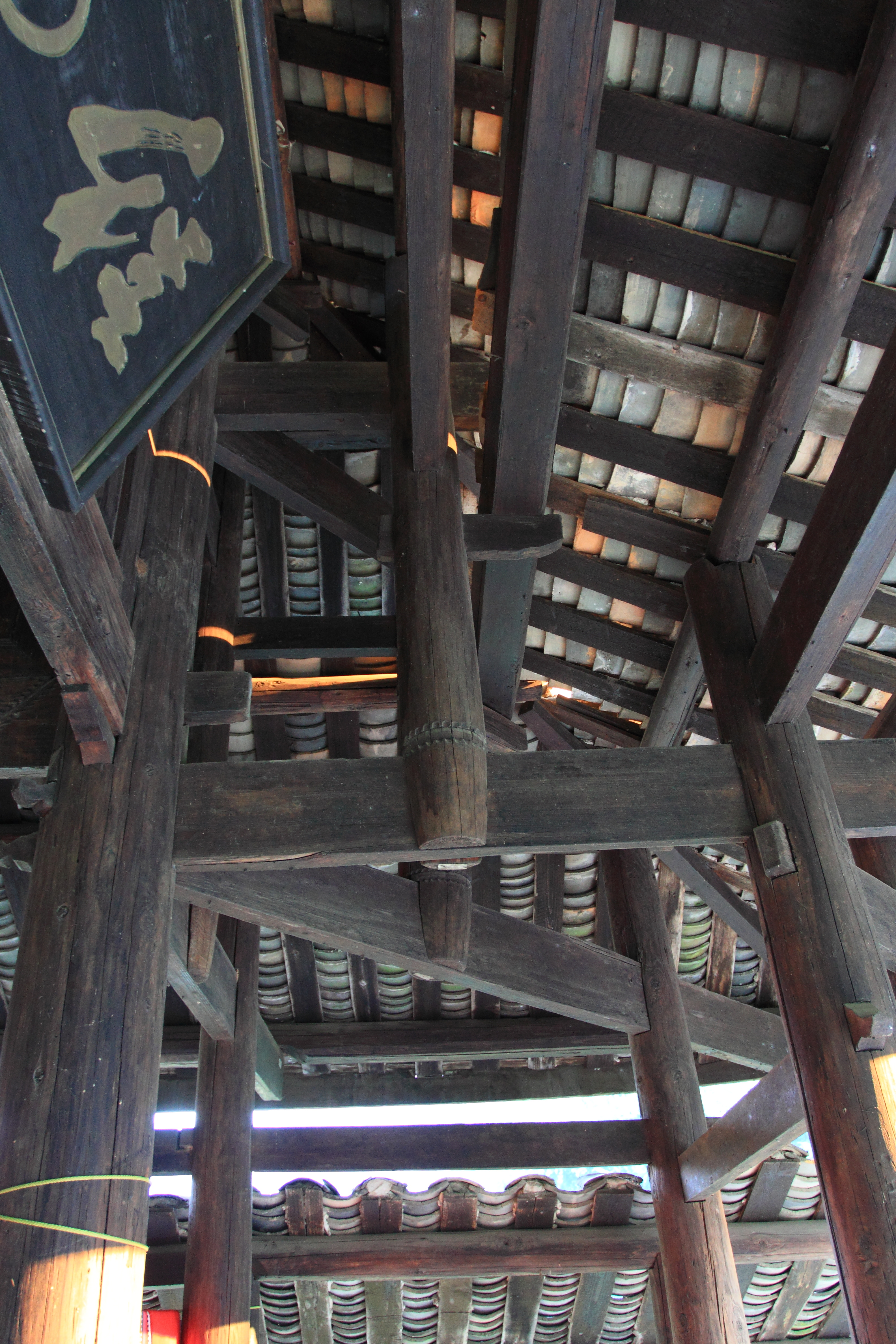
structure d'une extrémité.

## Sources
- (en) Cet article est partiellement ou en totalité issu de l’article de Wikipédia en anglais intitulé « Chengyang Bridge » (voir la liste des auteurs).

## Liens
- (fr) Fiche technique sur Structurae
- (fr) Photos de pont du vent et de la pluie
- (en) Sur Wikivoyage
- (de) Yongji Brücke
- (de) Liste officielle chinoise des monuments classés
- vidéo